# Vitaliy Khmelnitsky
Vitaliy Khmelnitsky (12 de junho de 1943 – Kiev, 13 de fevereiro de 2019) foi um futebolista ucraniano, que atuava como defensor.

## Carreira
Vitaliy Khmelnitsky fez parte do elenco da Seleção Soviética na Copa do Mundo de 1970. 

## Títulos
- Campeonato Soviético: 1966, 1967, 1968 e 1971.
- Copa da União Soviética: 1964, 1966.